# Upogebia ancylodactyla
Upogebia ancylodactyla is een tienpotigensoort uit de familie van de Upogebiidae. De wetenschappelijke naam van de soort is voor het eerst geldig gepubliceerd in 1905 door de Man.